# Johnsonius tricolor
Johnsonius tricolor är en stekelart som beskrevs av Marsh 1993. Johnsonius tricolor ingår i släktet Johnsonius och familjen bracksteklar. Inga underarter finns listade i Catalogue of Life.